# Цяньнань-Буи-Мяоский автономный округ
Цяньнань-Буи-Мяоский автономный округ (кит. упр. 黔南布依族苗族自治州, пиньинь Qiánnán Bùyīzú Miáozú Zìzhìzhōu) — автономный округ в провинции Гуйчжоу, Китай.

## История
После вхождения этих мест в состав КНР в 1950 году был создан Специальный район Душань (独山专区), состоящий из 12 уездов. В 1951 году уезд Лодянь был передан в состав Специального район Гуйян (贵阳专区). В 1952 году власти специального района переехали из уезда Душань в уезд Дуюнь, и Специальный район Душань был переименован в Специальный район Дуюнь (都匀专区). В 1953 году уезд Пинъюэ (平越县) был переименован в Фуцюань.
8 августа 1956 года Специальный район Дуюнь был расформирован, и был создан Цяньнань-Буи-Мяоский автономный округ, в состав которого вошли уезды Дуюнь, Душань, Либо, Пинтан и Саньду бывшего Специального района Дуюнь, уезды Ванмо, Цэхэн, Аньлун и Чжэньфэн из состава Специального района Синъи (兴义专区), уезды Лодянь, Чаншунь и Хуэйшуй из состава Специального района Гуйдин (贵定专区), и уезды Цзыюнь и Чжэньнин из состава Специального района Аньшунь (安顺专区).
В 1957 году уезд Саньду был преобразован в Саньду-Шуйский автономный уезд; при этом к нему были присоединены некоторые территории из состава соседних уездов.
В 1958 году уезд Дуюнь был преобразован в городской уезд, уезд Хуэйшуй был передан под юрисдикцию властей Гуйяна, уезды Аньлун и Чжэньнин были возвращены в состав Специального района Аньшунь, но при этом уезды Вэнъань, Лунли и Гуйдин были наоборот переданы из состава Специального района Аньшунь в состав Цяньнань-Буи-Мяоского автономного округа. Уезд Либо был присоединён к уезду Душань, уезд Пинтан был разделён между уездами Душань и Лодянь, уезд Цзыюнь был разделён между уездами Ванмо и Чаншунь, уезд Чжэньфэн был присоединён к уезду Синжэнь, уезд Цэхэн — к уезду Аньлун. В 1961 году 5 уездов были воссозданы, а в 1962 году городской уезд Дуюнь был вновь преобразован в обычный уезд.
В 1963 году уезд Хуэйшуй был возвращен из-под юрисдикции властей Гуйяна в состав Цяньнань-Буи-Мяоского автономного округа.
В 1965 году был воссоздан Специальный район Синъи, и уезды Ванмо, Цэхэн, Аньлун и Чжэньфэн были возвращены в его состав; уезд Цзыюнь был возвращён в состав Специального района Аньшунь. В 1966 году уезд Дуюнь был вновь преобразован в городской уезд.
В 1996 году уезд Фуцюань был преобразован в городской уезд.

## Население
Согласно переписи населения 2000 года, в округе проживает 3569,8 тыс. чел.

### Национальный состав (2000)
| Народ | Численность | Доля    |
| ----- | ----------- | ------- |
| Хань  | 1 548 120   | 43,37 % |
| Буи   | 1 158 710   | 32,46 % |
| Мяо   | 477 347     | 13,37 % |
| Шуйцы | 286 862     | 8,04 %  |

## Административное деление
Автономный круг делится на 2 городских уезда, 9 уездов и 1 автономный уезд:
| Карта | Карта                          | Карта           | Карта                  | Карта            | Карта         |
| --- | ------------------------------ | --------------- | ---------------------- | ---------------- | ------------- |
| Дуюнь Фуцюань Либо Гуйдин Вэнъань Душань Пинтан Лодянь Чаншунь Лунли Хуэйшуй Саньду-Шуйский · автономный уезд |                                |                 |                        |                  |               |
| Статус | Название                       | Иероглифы       | Пиньинь                | Население (2010) | Площадь (км²) |
| Городской уезд                                                                                                | Дуюнь                          | 都匀市          | Dūyún shì              |                  |               |
| Городской уезд                                                                                                | Фуцюань                        | 福泉市          | Fúquán shì             |                  |               |
| Уезд | Либо                           | 荔波县          | Lìbō xiàn              |                  |               |
| Уезд | Гуйдин                         | 贵定县          | Guìdìng xiàn           |                  |               |
| Уезд | Вэнъань                        | 瓮安县          | Wèng'ān xiàn           |                  |               |
| Уезд | Душань                         | 独山县          | Dúshān xiàn            |                  |               |
| Уезд | Пинтан                         | 平塘县          | Píngtáng xiàn          |                  |               |
| Уезд | Лодянь                         | 罗甸县          | Luódiàn xiàn           |                  |               |
| Уезд | Чаншунь                        | 长顺县          | Chángshùn xiàn         |                  |               |
| Уезд | Лунли                          | 龙里县          | Lónglǐ xiàn            |                  |               |
| Уезд | Хуэйшуй                        | 惠水县          | Huìshuǐ xiàn           |                  |               |
| Саньду-Шуйский автономный уезд                                                                                | Саньду-Шуйский автономный уезд | 三都水族 自治县 | Sāndū Shuǐzú zìzhìxiàn |                  |               |